# 迪拜 (印度)
迪拜 (印度)（Dibai），是印度北方邦Bulandshahr县的一个城镇。总人口34853（2001年）。

## 人口
该地2001年总人口34853人，其中男性18346人，女性16507人；0—6岁人口5617人，其中男2954人，女2663人；识字率50.03%，其中男性为58.37%，女性为40.76%。